# Heinrich Carl Redeke
Heinrich Carl Redeke (* 29. August 1873 bei Amsterdam; † 10. April 1945 in Hilversum) war ein niederländischer Hydro- und Meeresbiologe. Sein offizielles botanisches Autorenkürzel lautet „Redeke“
Redeke studierte Biologie in Amsterdam mit dem Kandidatenabschluss 1896 und dem Doctoraal-Examen 1898. Im selben Jahr promovierte er in Amsterdam bei Max Weber. Danach war er wissenschaftlicher Berater in Fischereifragen und an der biologischen Station in Den Helder stationiert (unter seinem späteren Schwiegervater P. P. C. Hoek). 1902 bis 1929 war er dort Direktor als Nachfolger von Hoek. 1903 erhielt er die Leitung des neugegründeten Rijksinstituut voor het Onderzoek der Zee. 1916 wurde er Privatdozent an der Universität Amsterdam. 1938 ging er in den Ruhestand.
1943 erhielt er die Naumann-Thienemann-Medaille. 1902 bis 1932 war er Vorstandsmitglied der Nederlandse Dierkunde Vereniging (NDV) und ab 1932 deren Ehrenmitglied.
Er war Mitherausgeber der Reihe Fauna van Nederland, in der er 1941 den Band über Fische schrieb. 1901 schrieb er mit seiner Frau ein Buch über die Flora um Den Helder. Er klassifizierte die niederländischen Brackwassergebiete (und erforschte die biologischen Auswirkungen der Schließung der Zuidersee) und forschte über Fische und deren Ernährung.